# Porta di San Michele (Bratislava)
La porta di San Michele (in slovacco: Michalská brána) è l'unica porta cittadina di Bratislava, in Slovacchia, rimasta in piedi e si colloca tra gli edifici più antichi della città. Costruita intorno al 1300, la sua forma attuale è il risultato delle ricostruzioni barocche del 1758, quando le statue di San Michele e del Drago furono poste sulla sua sommità. La torre ospita l'Esposizione delle armi del Museo della città di Bratislava.